# Homar Murdoch
Homar Murdoch (* 29. September 1915; † 23. Dezember 1996) war ein uruguayischer Militär, Politiker und Diplomat.
Murdoch leitete in den Jahren 1959 bis 1962 die „Escuela Naval“. Sodann war er von 1962 bis 1964 Marineattaché in den USA. Vom 7. Mai 1965 bis zum 4. Mai 1967 übte er das Flottenkommando aus. Politisch stand er der Partido Nacional und innerhalb dieser der lista 51 von Daniel Fernández Crespo nahe. Nach seinem Ausscheiden aus dem Militärdienst engagierte er sich seit 1970 für Por la Patria. Der seinerzeit im militärischen Ruhestand befindliche Kapitän zur See Murdoch hatte im Vorfeld des Staatsstreichs in Uruguay im Jahre 1973 seit dem 11. März 1972 den Parteivorsitz der Partido Nacional inne. Im Zuge des Putsches wurde er vor ein Militärgericht gestellt. Die Anklageschrift wurde am 6. Juni 1973 veröffentlicht und Murdoch am 25. Juni 1973 schließlich zu einer Gefängnisstrafe verurteilt. Nachdem Uruguay Mitte der 1980er Jahre zur Demokratie zurückgekehrt war, war er ab dem 18. März 1991 Botschafter in Bolivien. Murdoch war verheiratet und hatte fünf Kinder.